# 蘇尼利托
蘇尼利托（西班牙語：Zunilito），是危地馬拉的城鎮，位於該國西南部，由蘇奇特佩克斯省負責管轄，面積56平方公里，海拔高度782米，2002年人口5,277，人口密度每平方公里94.23人。